# Бапинейзумаб
Бапинейзумаб (англ. Bapineuzumab) — прототип лекарства для лечения болезни Альцгеймера. Представляет собой моноклональное антитело к бета-амилоидным накоплениям. Возможно терапевтическое действие при глаукоме.
В 2007 году бапинейзумаб, права на который имеют компании Élan и Wyeth, вышел на III стадию клинических испытаний. Предыдущий прототип с похожим действием, AN-1792, демонстрировал способность уменьшать накопления бета-амилоида и улучшать качество жизни, однако у 6 % пациентов, участвовавших в тестировании, развился асептический менингит, что вызвало немедленную остановку клинического испытания.
6 августа 2012 года фармацевтические компании Pfizer и Janssen Alzheimer Immunotherapy (дочерняя компания Johnson & Johnson) объявили, что в результате четырёх полуторагодичных многоплановых клинических испытаний бапинейзумаба не было выявлено существенного влияния препарата на состояние пациентов. Положительная динамика развития симптомов болезни у участников испытаний в лёгкой или ранней стадии болезни Альцгеймера не отличалась от таковой в контрольной группе пациентов, которым давали плацебо. В связи с этим было принято решение о прекращении дальнейших исследований.